# 五一村 (克里米亞)

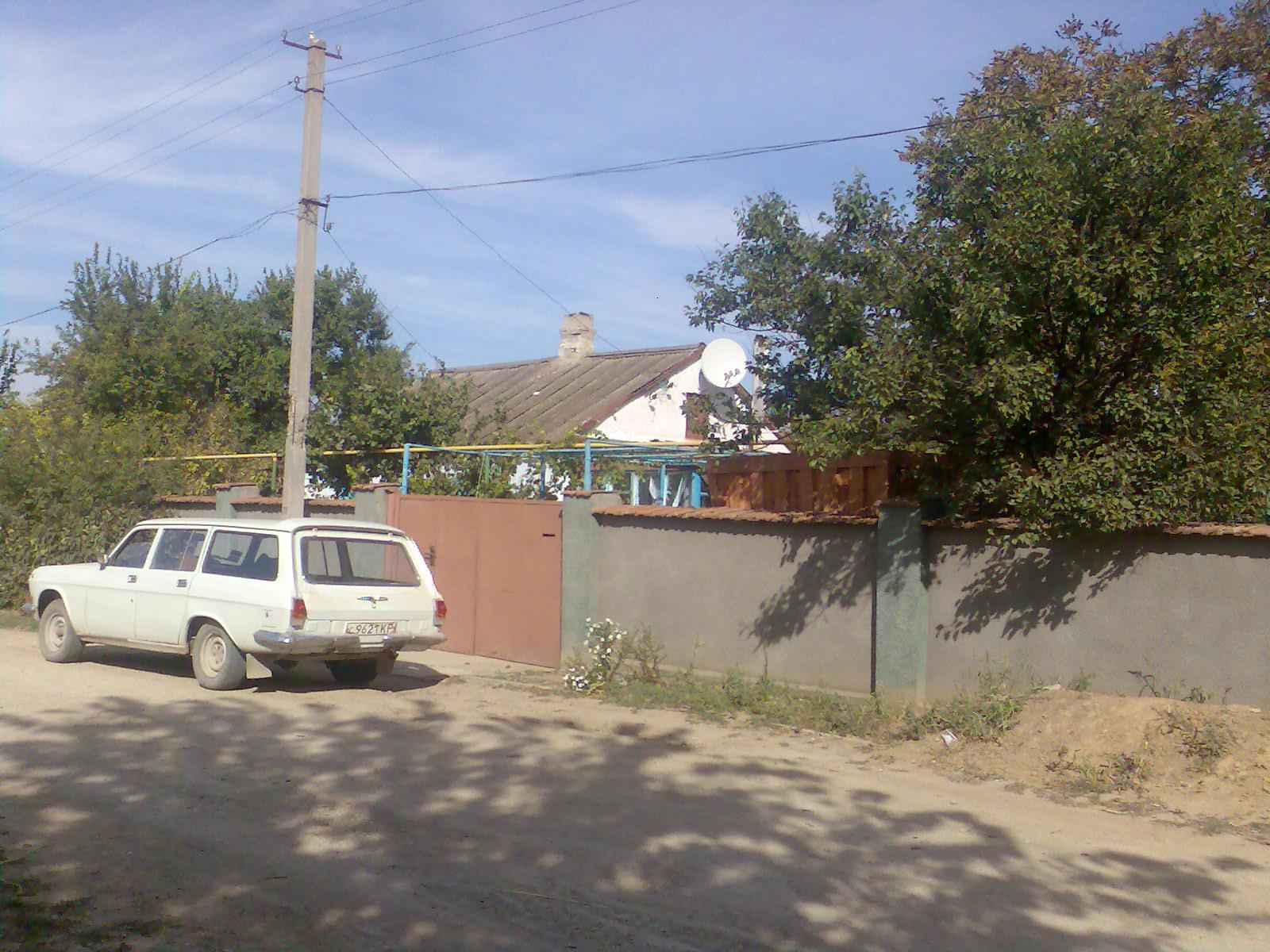
镇内风景

五一村（烏克蘭語：Первомайське），法理上是乌克兰克里米亚自治共和国库尔曼区的市级镇，但事实上是俄罗斯克里米亞共和國五一村区的市级镇及该区的行政中心。處於辛菲羅波爾以北97公里和亞美尼亞斯克以南49公里，海拔高度30米，2013年人口9,001。